# 91007 Ianfleming
91007 Ianfleming è un asteroide della fascia principale. Scoperto nel 1998, presenta un'orbita caratterizzata da un semiasse maggiore pari a 2,3465908 UA e da un'eccentricità di 0,1923877, inclinata di 7,26522° rispetto all'eclittica.